# Rezultanta
Rezultanta (njem. Resultante < franc. résultante, poimeničeni particip sadašnji od résulter < srednjovj. lat. resultare: proizlaziti < klas. lat. resultare: odskočiti; odjeknuti) ili ukupna sila je sila koja nastaje djelovanjem određenoga broja drugih sila (komponenata) ili koja ima jednak učinak kao sve sile zajedno koje djeluju na neki sustav. Rezultanta ne može zamijeniti sile u pogledu deformacija. Rezultanta je vektor koji nastaje zbrajanjem više vektora (komponenata). Rezultanta sila je ona sila koja ima isti učinak kao i sve sile koje zajednički djeluju na sustav.

## Određivanje rezultante za razne primjere
Rezultanta (ili rezultantna sila) dviju ili više sila (ako postoji) je sila koja u cijelosti može zamijeniti njihov učinak na gibanje krutog tijela. Rezultanta nekog skupa sila određuje se u dva koraka:
1. Najprije se vektorskim zbrajanjem promatranih sila dobiva "zbroj sila" ili "ukupna sila", koja će uzrokovati isto ubrzanje centra masa tijela kao i sve promatrane sile zajedno. To je uvijek moguće (uključujući i slučaj da je iznos ukupne sile jednak nuli).
2. Potom treba odrediti hvatište rezultante tako da ona tijelu daje isto kutno ubrzanje kao i sve te sile zajedno, što znači da moment rezultante mora biti jednak zbroju njihovih momenata:

{\displaystyle {\vec {r}}\times {\vec {F}}_{R}=\sum _{i=1}^{N}({\vec {r}}_{i}\times {\vec {F}}_{i})}
gdje je {\displaystyle \scriptstyle {\vec {F}}_{R}} zbroj sila (iz prvog koraka), koji će se zvati rezultantom tek kada se odredi njezino hvatište, opisano vektorom položaja {\displaystyle \scriptstyle {\vec {r}}} ; pojedina sila označena je sa {\displaystyle \scriptstyle {\vec {F}}_{i}}  a vektor položaja njezinog hvatišta sa {\displaystyle \scriptstyle {\vec {r}}_{i}}. Svi momenti se računaju u odnosu na istu točku, a ona se može proizvoljno odabrati.
Određivanje položaja hvatišta rezultante neće dati jednoznačan rezultat, jer je sila klizni vektor. Računski je najjednostavnije odrediti vektor položaja hvatišta koji je okomit na silu, tj. podudara se s krakom sile. Grafičko određivanje rezultante u tipičnim jednostavnim slučajevima prikazano je na skici dolje.

### Sustavi konkurentnih sila
Sustav sila kojima se linije djelovanja sijeku u jednoj točki zove se konkuretni sustav sila. Određivanje rezultante takvih sustava sila svodi se na primjenu trećeg pravila statike. Ako na kuku dizalice djeluju samo dvije sile {\displaystyle \scriptstyle {\vec {F}}}1 i {\displaystyle \scriptstyle {\vec {F}}}2 (sile u užetima) koje međusobno zatvaraju kut γ, onda je rezultanta {\displaystyle \scriptstyle {\vec {R}}} tih sila jednaka njihovu geometrijskom zbroju sila:
{\displaystyle {\vec {R}}={\vec {F}}_{1}+{\vec {F}}_{2}}.
Iznos rezultante dobiva se pomoću kosinusnog poučka:
{\displaystyle \,R={\sqrt {F_{1}^{2}+F_{2}^{2}-2F_{1}F_{2}\cos \gamma }}\,;}
Kutovi α i β, što ih rezultanta zatvara sa svojim komponentama, određuju se primjenom sinusnog poučka.
Umjesto paralelograma sila, može se konstruirati trokut sila. U tu svrhu se crta prvo vektor sile {\displaystyle \scriptstyle {\vec {F}}_{1}} u prikladnom mjerilu i nadovezuje mu se vektor sile {\displaystyle \scriptstyle {\vec {F}}_{2}}. Završna stranica tog trokuta sila, povučena iz početne točke sile {\displaystyle \scriptstyle {\vec {F}}}1, daje rezultantu po pravcu, smjeru i iznosu (intenzitetu), za koju vrijedi {\displaystyle {\vec {R}}={\vec {F}}_{1}+{\vec {F}}_{2}}. Isti rezultat dobiva se kada se u planu sila najprije nacrta vektor sile {\displaystyle \scriptstyle {\vec {F}}_{2}}, pa se nadoveze sila {\displaystyle \scriptstyle {\vec {F}}_{1}} ili {\displaystyle {\vec {R}}={\vec {F}}_{2}+{\vec {F}}_{1}}.
Prema tome, vrijedi zakon komutacije koji govori da se zadane sile mogu bilo kojim redom nizati u poligonu sila (ili trokutu sila), a da se pri tome ne mijenja iznos, pravac i smjer rezultante. Odatle se može zaključiti da je metoda sastavljenja konkurentnih (kolinearnih) sila samo poseban slučaj pravila poligona sila kada su kutovi poligona jednaki 0° ili 180°. Sastavljanjem u rezultantu više sila koje djeluju na jednu točku dolazi se postupno primjenom pravila paralelograma sila do sljedećeg zaključka: sustav proizvoljnog broja konkuretnih sila jednakovrijedan (ekvivalentan) je jednoj sili, rezultanti ili glavnom vektoru, koja je jednaka vektorskom zbroju svih tih sila i prolazi kroz točku u kojoj se sijeku njihovi pravci djelovanja. Ako je na primjer, zadan sustav konkurentnih sila {\displaystyle \scriptstyle {\vec {F}}_{1}}, {\displaystyle \scriptstyle {\vec {F}}_{2}},...{\displaystyle \scriptstyle {\vec {F}}_{n}} koje djeluju na kruto tijelo u točkama A1, A2,...An, onda se primjenom drugog pravila statike, hvatišta tih sila mogu pomaknuti u točku u kojoj se sijeku pravci njihovih djelovanja. Tako se dobiva prostorni sustav sila sa zajedničkim hvatištem u sjecištu njihovih pravaca djelovanja. Sastavljanjem sila {\displaystyle \scriptstyle {\vec {F}}_{1}}, {\displaystyle \scriptstyle {\vec {F}}_{2}},...{\displaystyle \scriptstyle {\vec {F}}_{n}}dobiva se njihova rezultanta: {\displaystyle {\vec {R}}={\vec {F}}_{1}+{\vec {F}}_{2}+...{\vec {F}}_{n}}.

### Pravilo poligona sile
Tako dobiveni paralelogrami sila leže u općem slučaju u različitim ravninama, a dobiveni vektorski poligon naziva se prostorni poligon sila. Određivanje rezultante može se pojednostaviti ako se umjesto paralelograma sile crtaju trokuti sila. Ako se na kraj vektora {\displaystyle \scriptstyle {\vec {F}}_{1}} nadoveže vektor {\displaystyle \scriptstyle {\vec {F}}_{2}}, onda će vektor koji spaja početnu točku vektora {\displaystyle \scriptstyle {\vec {F}}_{1}} i krajnju točku vektora {\displaystyle \scriptstyle {\vec {F}}_{2}} biti vektor rezultante {\displaystyle \scriptstyle {\vec {R}}_{2}}. Zatim se nadovezivanjem vektora {\displaystyle \scriptstyle {\vec {F}}_{3}} na kraj vektora {\displaystyle \scriptstyle {\vec {F}}_{2}} dobiva vektor {\displaystyle \scriptstyle {\vec {R}}_{3}} koji spaja početnu točku vektora {\displaystyle \scriptstyle {\vec {F}}_{1}} i krajnju točku vektora {\displaystyle \scriptstyle {\vec {F}}_{3}}. Na jednak način dodaje se zadnji vektor {\displaystyle \scriptstyle {\vec {F}}_{n}} i konačno spajanje početne točke vektora {\displaystyle \scriptstyle {\vec {F}}_{1}} i krajnje točke vektora {\displaystyle \scriptstyle {\vec {F}}_{n}} dobiva se rezultanta. I tada vrijedi zakon komutacije. Tako se dolazi do zaključka da je rezultanta jednaka vektoru koji spaja početnu i krajnju točku izlomljenje linije, sastavljene od vektora zadanih sila. Drugim riječima: rezultanta je završna stranica poligona sila. Pravac djelovanja rezultante prolazi kroz točku u kojoj se sijeku pravci djelovanja zadanih sila, a smjer rezultante u planu sila suprotan je smjeru obilaženja zadanih sila. To je pravilo poligona sila.

### Metoda verižnog poligona
Metoda verižnog poligona najčešće se primjenjuje kad se radi s paralelnim silama, na primjer teretima kojima su opterećeni ravni nosači.